# Monument La Barre
Le monument La Barre est un monument commémoratif qui se situe à Abbeville (Somme), près de la gare, à côté du pont sur le canal de la Somme. Érigé en 1907, par souscription publique, en commémoration du supplice du chevalier de La Barre, condamné pour blasphème et profanation. Il est exécuté à Abbeville, en 1766. Le seul élément vérifiable fut le fait qu'il n'avait pas salué une procession religieuse (en n'ôtant pas son chapeau). Il fut alors accusé d’être l'un des auteurs de la profanation d'un crucifix et de la profanation d'un cimetière local.
Le monument La Barre est encore aujourd'hui un point de ralliement annuel des défenseurs de la laïcité et des libres-penseurs.

## Le Chevalier de La Barre

### Le supplice
1er juillet 1766, à Abbeville, un jeune homme de 18 ans, le chevalier de La Barre était décapité pour avoir manqué de respect envers la religion. En application de la loi, la justice le condamne à avoir les os broyés jusqu'à ce qu'il avoue son crime et dénonce ses complices, la main droite et la langue arrachées, la tête coupée et les cendres jetées au vent.
Les trois principaux attendus du jugement disaient qu'il avait été : « atteint et convaincu d'avoir passé à vingt-cinq pas d'une procession sans ôter son chapeau qu'il avait sur sa tête, sans se mettre à genoux, d'avoir chanté une chanson impie, d'avoir rendu le respect à des livres infâmes au nombre desquels se trouvait le dictionnaire philosophique du sieur Voltaire. »

### Un symbole
Après la chute de la monarchie, la Convention nationale, le 25 brumaire an II (15 novembre 1793) réhabilitait la mémoire du chevalier en tant que « victime de la superstition ».
À la fin du XIXe siècle et au début du XXe siècle, avec le combat pour l'école publique et la laïcité des institutions qui aboutit en 1905 à la Loi de Séparation des Églises et de l'État, le chevalier de La Barre est devenu le symbole du combat contre le cléricalisme.

### Le monument La Barre de Paris
En 1904, le Conseil municipal de Paris récupéra 5 000 m2 de terrain détenus indûment par l'Archevêché et décida d'ériger à cet endroit, dans l'axe du grand portail du Sacré-Cœur, une statue du chevalier de La Barre. Cette statue, sculptée par Armand Bloch, fut inaugurée le 3 septembre 1905 en présence de 25 000 manifestants. En 1941, elle est déboulonnée et fondue par le régime de Vichy, dans le cadre de la mobilisation des métaux non ferreux. Il fallut attendre soixante ans pour qu'une nouvelle statue soit érigée, non loin de l'emplacement initial, square Nadar.

## Le Monument La Barre d'Abbeville

### Historique de l’érection du monument
En 1902, deux professeurs et deux élèves du lycée d'Abbeville fondent le Groupe La Barre et décident de faire revivre la mémoire du chevalier. Ils déposent le 14 juillet un bouquet à l'endroit du supplice. La Municipalité le fait enlever aussitôt.
Cette initiative sera poursuivie les années suivantes et culminera le 7 juillet 1907 avec l'inauguration du Monument La Barre, par 15 000 manifestants venus à Abbeville par trains entiers, monument financé par une souscription volontaire de 100 000 billets de tombola à 25 centimes.
Sous le régime de Vichy, le bas-relief de bronze est enlevé, chargé dans un train pour être fondu, dans le cadre de la mobilisation des métaux non ferreux. Un cheminot le cache dans un ruisseau. Le bas-relief est récupéré après-guerre et remis en place sur le monument.

### Le monument vandalisé
Le Monument La Barre a été vandalisé à plusieurs reprises. Le dernier acte de vandalisme date du 22 juin 2013. Deux croix et un cœur surmonté d'une croix, emblème de l'institut Civitas, ont été dessinées à la peinture noire.

### Caractéristiques du monument
Le monument de pierre se présente sous la forme d'une sorte d'obélisque tronqué. Sur la partie supérieure, a été gravée cette inscription : 

« Monument élevé par le Prolétariat à l'Émancipation intégrale de la Pensée humaine. »

En dessous, a été insérée une plaque de bronze sculptée en bas-relief représentant les tortures infligées au chevalier. Ce bas-relief est l’œuvre de Raoul Delhomme.

Sur la partie inférieure du monument, en dessous de la sculpture, a été gravée cette inscription : 

« En commémoration du Martyre du Chevalier de La Barre supplicié à Abbeville le 1er juillet 1766 à l'âge de 19 ans pour avoir omis de saluer une procession. »

Le monument est dans la partie basse entouré d'une sorte de corniche formant saillie. Sous cette corniche a été inscrite la date de l'inauguration : « 7 juillet 1907 ». Le monument était entouré d'une grille basse supprimée lors de la dernière restauration.

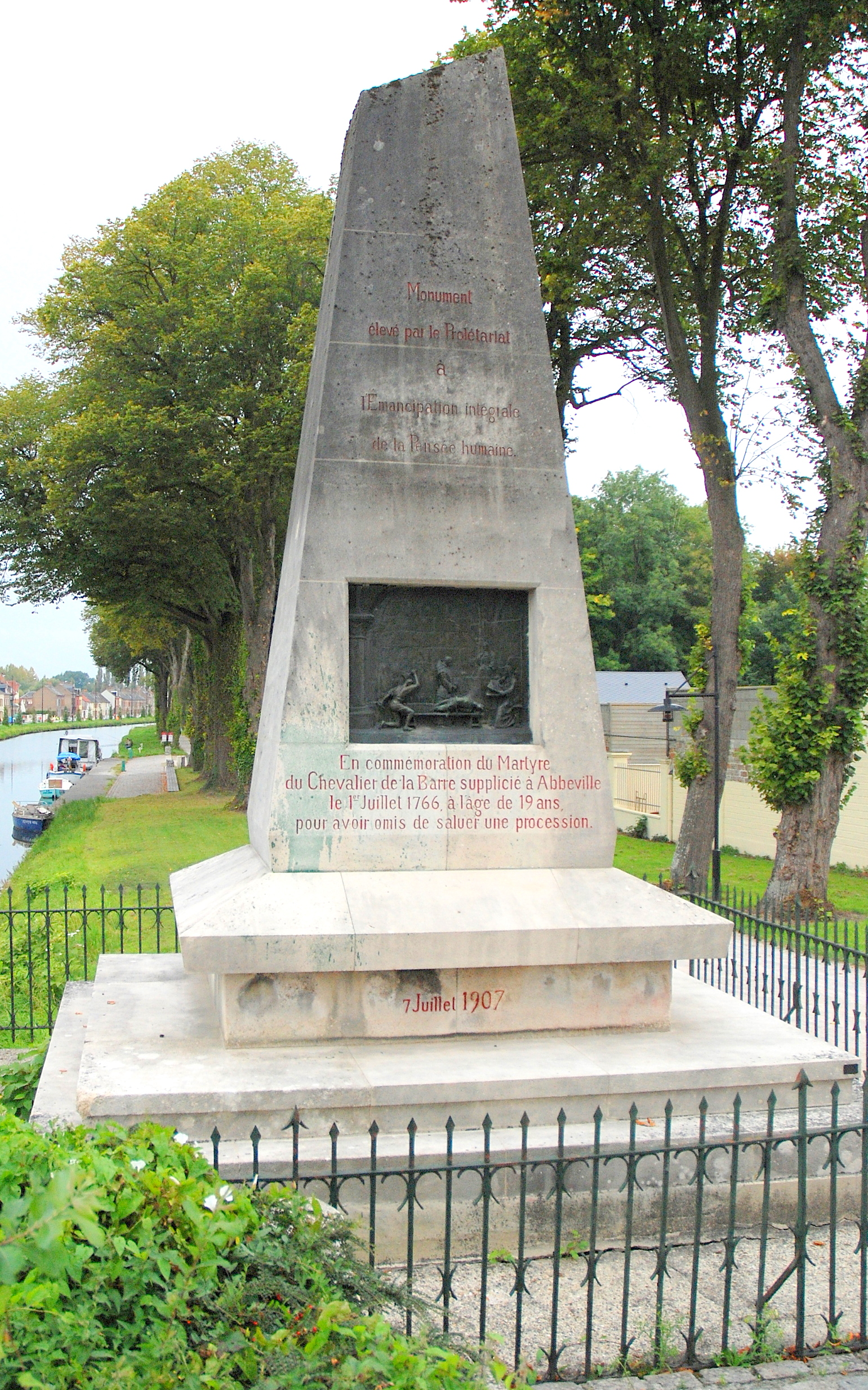
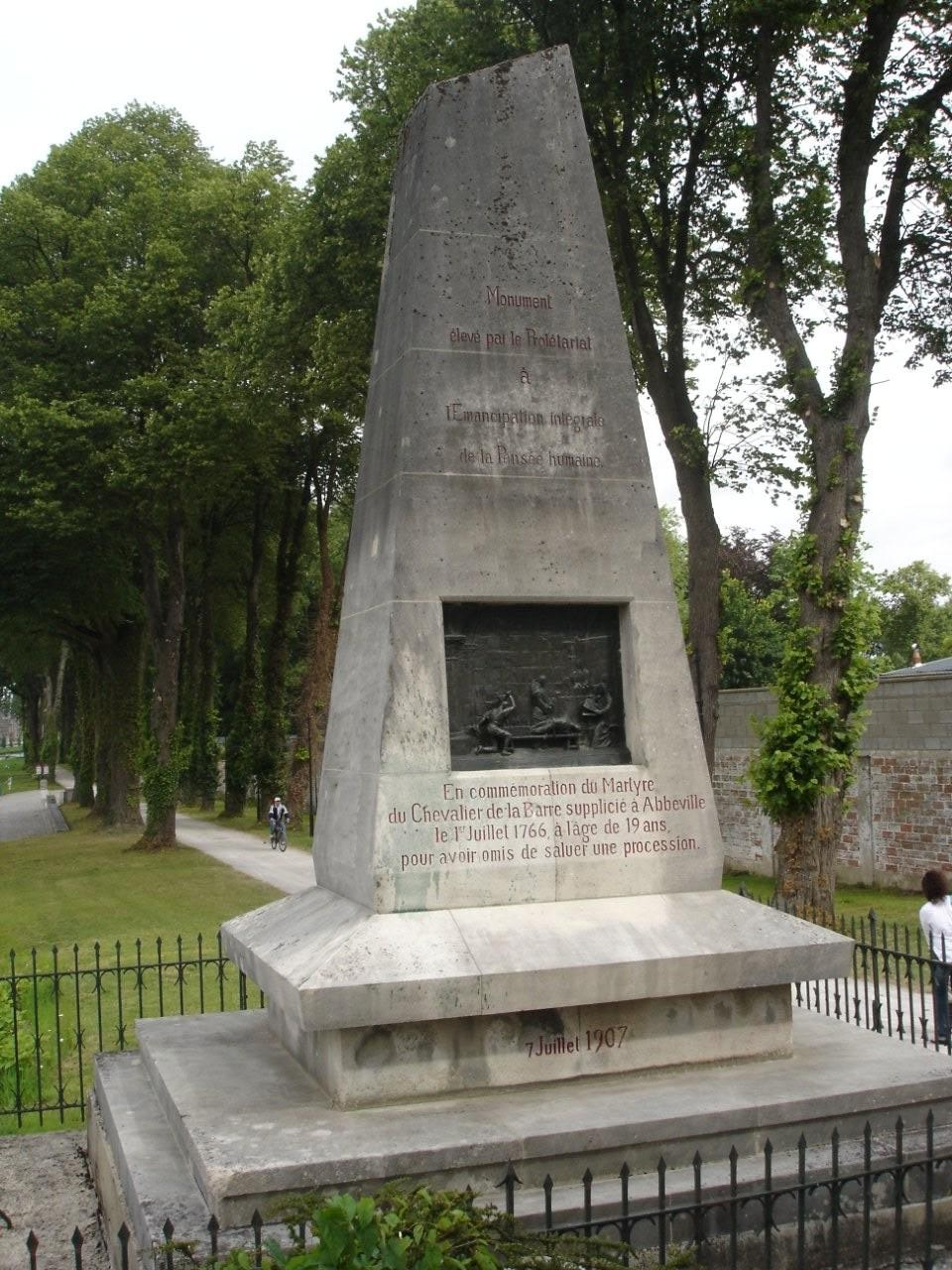
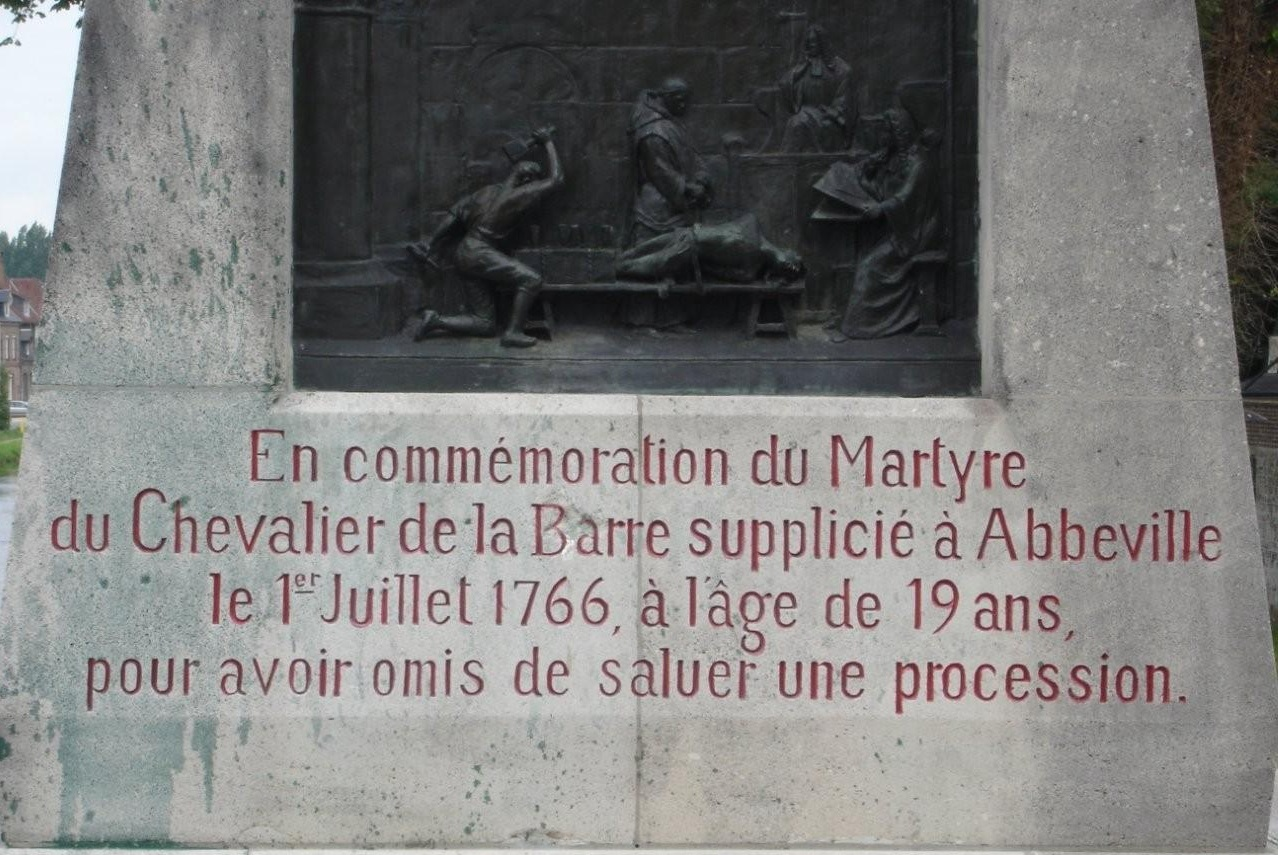
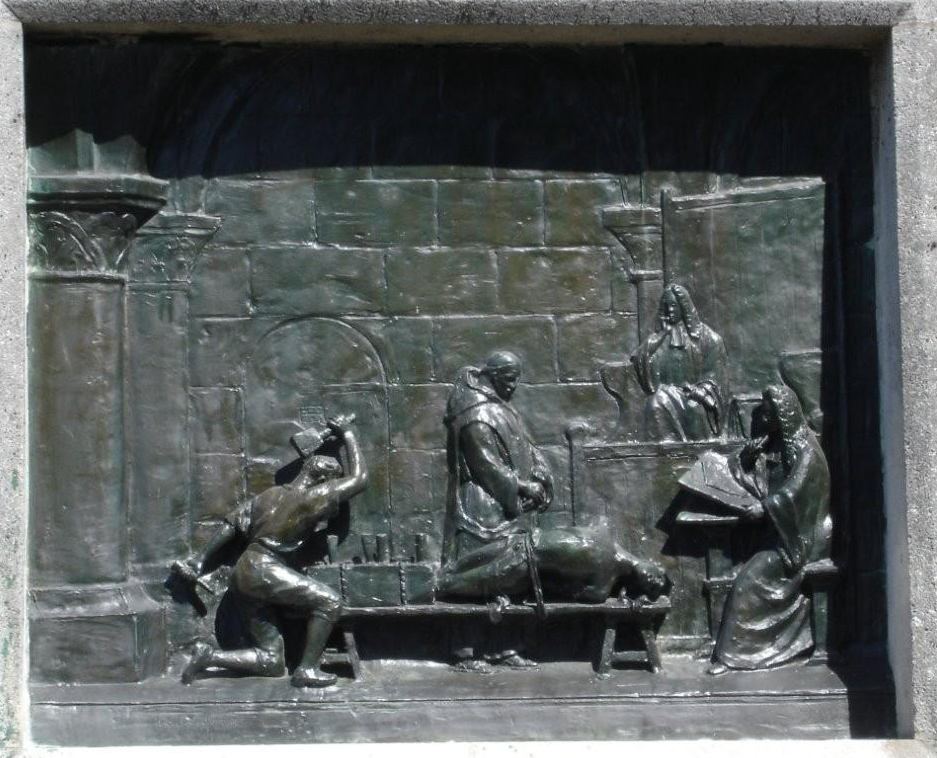

## La «manifestation La Barre»
En juillet 1903, pour poursuivre le geste de 1902, une cinquantaine de personnes déposent une gerbe, qui est elle aussi ôtée immédiatement par la municipalité.
En 1904, pour la première fois, les organisations ouvrières du Vimeu, musique en tête, s'associent à la Manifestation. Un millier de personnes rendent hommage à la victime de l'intolérance religieuse. Le cadre de la « Manifestation La Barre » est désormais fixé et perdure jusqu'à aujourd'hui.
À partir de 1907, le point de départ de la Manifestation se fait du Monument La Barre et rallie la place du supplice, près de l'hôtel de ville.
Pendant une soixantaine d'années, elle sera à la fois un rendez-vous annuel de libres-penseurs, parfois venus de très loin, et la manifestation départementale du mouvement ouvrier organisé et des associations laïques : en 1963 une vingtaine d'organisations - partis politiques et syndicats ouvriers -  prennent part à la Manifestation.
En 1986, la Libre pensée décide de donner de l'importance à la commémoration du 220e anniversaire du supplice de La Barre. Grâce à cette impulsion, la Manifestation La Barre est redevenue un rassemblement laïque exemplaire.